# Буби
Буби је већина острвских житеља и староседелачко становништво острва Биоко у оквиру Екветоријалне Гвинеје.
Деле се на Северне Бубе (племена Неји, Сакато и То) и Јужне Бубе (племена Аба, Локето, Биома, Реке и Тете). Има их 83.689, користе језик подгрупе бенуе-конго групе нигер-конго нигерокордофанске породице језика.
Вера је хришћанство, од чега су већином католици.